# Meta Louise Foldager
Meta Louise Foldager Sørensen (født 16. oktober 1974) er en dansk producer, der står bag en række spillefilm, tv- serier og tv-produktioner. Foldager Sørensen har produceret film- og tv-serier med instruktører såsom Lars von Trier (Antichrist og Melancholia), Nikolaj Arcel (Kongekabale, Sandheden om Mænd, En Kongelig Affære), Mikkel Munch-Fals (Orkestret, Swinger), Kasper Barfoed (Sygeplejersken, Kastanjemanden, Gidseltagningen, Sommeren ‘92), Ali Abbasi (Gräns), Björn Runge (The Wife), Mogens Hagedorn (Ragnarok) og Per Fly (Borgen: Riget, Magten & Æren). Foldager Sørensen har blandt andet produceret indhold i samarbejde med DR, DFI, Viaplay, TV2, SF, Nordisk Film, Scanbox og Netflix.
I henholdsvis 2012 og 2014 stiftede hun selskaberne Meta Film og SAM Productions, hvor hun sidenhen har fungeret som CEO og executive producer. Sidstnævnte ejer hun med franske Studiocanal og manuskriptforfatter Adam Price. Desuden har hun produktionsselskaber i Sverige, Norge og Paris.
Foldager Sørensen har været producer og executive producer på flere succesfulde spillefilm og tv-serier. Heriblandt Antichrist (2009), der vandt Robertprisen for Bedste Film, Melancholia (2011), som vandt Bedste Film ved European Film Award og En Kongelig Affære (2012), der blev nomineret til en Oscar for Bedste Internationale Spillefilm. Derudover står hun bag den Robert-nominerede spillefilm Sommeren ’92 (2015), Golden Globe vinderen The Wife (2017), samt den svenske Grænse (2018), som vandt prisen Un Certain Regard ved Cannes Film Festival. Nyligst står hun blandt andet bag flere succesfulde Netflix tv-serier; Kastanjemanden (2021), Ragnarok (2020-2023) og Borgen: Riget, Magten & Æren (2022), hvoraf sidstnævnte vandt en BAFTA for Bedste Internationale Tv-serie.
I 2004 blev hun tildelt Natsværmerprisen som lovende nyt talent.
Hun har deltaget i adskillige internationale festivaler, herunder Cannes, Berlin, San Sebastian, Rotterdam, Karlovy Vary, Locarno, Toronto og Göteborg og hendes film har vundet priser i både ind- og udland.
Meta Louise Foldager Sørensen er uddannet cand. mag. i filmvidenskab fra Københavns Universitet i 1998.
Hun er gift med Anders Foldager Sørensen. Tilsammen har de seks drenge.

## Filmografi
- Mørkeland, spillefilm, 2024, executive producer
- Orkesteret I & II, TV-serie, 2022-2024, executive producer
- Tak og undskyld, spillefilm, 2023, executive producer
- Ragnarok I & II, TV-serie, 2022-2023, executive producer
- Viften, spillefilm, 2023, producer
- Sygeplejersken, TV-serie, 2023, executive producer
- Elvira, TV-serie, 2022, executive producer
- Kaymak, TV-serie, 2022, co-producer
- Borgen - Riget, Magten og Æren, TV-serie, 2022, executive producer
- Kastanjemanden I, TV-serie, 2021, executive producer
- Skiftning, kortfilm, 2021, executive producer
- Friheden, TV-serie, 2018-2021, executive producer
- Oda Omvendt, TV-serie, 2018-2020, executive producer
- Mit Livs Kunst,  TV-serie, 2020, producer
- Et tårn af to, kortfilm, 2019, executive producer
- Gidseltagningen, TV-serie, 2017-2019, executive producer
- The Hopening, Music Video, 2019, executive producer
- Kina, kortfilm, 2018, executive producer
- Ikki illa meint, kortfilm, 2018, executive producer
- Til vi falder, TV-serie, 2018, executive producer
- Herrens Veje II, TV-serie, 2018, executive producer
- Aniara, spillefilm, 2018, executive producer
- Grænse, spillefilm, 2018, executive producer
- Sankt Bernard Syndikatet, spillefilm, 2018, executive producer
- Næste stop, kortfilm, 2018, executive producer
- Jeg er William, spillefilm, 2017, executive producer
- The Wife, TV-serie, 2017, producer
- Mercur, TV-serie, 2017, executive producer
- Swinger, spillefilm, 2016, producer
- Samuel‘s Getting Hitched, kortfilm, 2015, executive producer
- Sorgenfri, spillefilm, 2015, executive producer
- Ude i havet, kortfilm, 2015, executive producer
- Sommeren 29', spillefilm, 2015, producer
- I dine hænder, spillefilm, 2015, executive producer
- Mekanikerne, kortfilm, 2014, executive producer
- Ækte vare, spillefilm, 2014, executive producer
- Europamestrene, TV-serie, 2013, producer
- En kongelig affære, spillefilm, 2012, executive producer
- The House Inside Her, kortfilm, 2011, executive producer
- Kill, kortfilm, 2011, executive producer
- Rupture, kortfilm, 2011, executive producer
- Rainbow Monkeys, kortfilm, 2011, executive producer
- Melancholia, spillefilm, 2011, producer
- Frit Fald, spillefilm, 2011, producer
- Sandheden om mænd, spillefilm, 2010, producer
- Smukke mennesker, spillefilm, 2010, producer
- Anticrist, spillefilm, 2009, producer
- Velsignelsen, spillefilm, 2008, producer
- Mikkel og guldkortet, TV-serie, 2008, producer
- Dansen, spillefilm, 2008, producer
- Frederikke, kortfilm, 2008, producer
- Gå fred med Jamil, spillefilm, 2008, producer
- Fighter, spillefilm, 2007, consulting producer
- De fortabte sjæles Ø, spillefilm, 2006, producer
- AFR, spillefilm, 2007, producer
- Partus, kortfilm, 2006, producer
- Direktøren for det hele, spillefilm, 2006, producer
- Liv, spillefilm, 2006, producer
- Yndlinge, kortfilm, 2006, producer
- Nordkraft, producer, 2005, producer
- Min far er bokser, kortfilm, 2004, producer
- Kongekabale, spillefilm, 2004, producer
- Niceland, 2004, co-producer
- Regel nr. 1, spillefilm, 2003, associate producer
- Vildfarelser, kortfilm, 1998, producer

## Udvalgte Priser
- 2022, Kastanjemanden - Robert, årets danske TV-serie[3]
- 2022, Kastanjemanden - Robert, Årets kvindelige hovedrolle[3]

- 2022, Kastanjemanden - Robert, Årets kvindelige birolle[3]
- 2022, BORGEN IV - Robert, Årets danske tv-serie (nomineret)[4]
- 2019, The Wife - Oscar, Bedste kvindelige skuespiller (nomineret)
- 2019, The Wife - Golden Globe, Bedste kvindelige skuespiller[5]
- 2019, The Wife - BAFTA, Bedste kvindelige skuespiller (nomineret)[6]
- 2019, The Wife - Spirit Awards, Bedste kvindelige hovedrolle[7]

- 2018, Grænse - Festival De Cannes, Un Certain Regard[8]

- 2018, Grænse - Oscar, Makeup & hårstyling (nomineret)
- 2018, Grænse - European Film Award, Bedste film (nomineret)
- 2015, Sommeren '92 - Robert, Årets danske spillefilm (nomineret)[9]
- 2015, Sommeren '92 - Robert, Publikumsprisen (nomineret)[9]
- 2013, En Kongelig Affære - Robert, Årets danske spillefilm (nomineret)[10]
- 2013, En Kongelig Affære - Oscar, Bedste udenlandske film (nomineret)[11]
- 2013, En Kongelig Affære - Golden Globe, Fremmedsprogede film (nomineret)[12]
- 2013, En Kongelig Affære - Berlin Film Festival, Bedste manuskript og skuespil[13]
- 2012, Frit Fald - Robert, Årets børne- og ungdomsfilm[14]
- 2011, Melancholia - Robert, Årets danske spillefilm[15]
- 2011, Melancholia - Festival De Cannes, Kvindelige hovedrolle[16]
- 2011, Melancholia - European Film Award, Bedste film[17]
- 2010, Antichrist - Robert, Årets danske spillefilm[18]
- 2010, Antichrist - Bodil, Årets danske spillefilm[19]
- 2010, Antichrist - Festival De Cannes, Kvindelige hovedrolle[20]

- 2010, Antichrist - Nordic Council, Bedste film[21]
- 2005, Kongekabale - Robert, Årets danske spillefilm[22]
- 2005, Kongekabale - Bodil, Årets danske spillefilm[23]
- 2004 - Natsværmerprisen